# 有事
有事（ゆうじ、英語: emergency）とは、国家や企業の危機管理において戦争や事変、武力衝突、大規模な自然災害などの非常事態を指す概念。
対義語は、平時（へいじ、英語: normalcy, peacetime）あるいは日常時（にちじょうじ）である。
「有事」は軍事的危機だけでなく経済危機、人為的大事故、自然災害、社会的大事件などの緊急事態を総じて「有事」と呼ぶ。国家の安全保障だけでなく企業のリスクマネジメントなどでも「有事対応」や「有事業務」などの概念が用いられる。
リスクマネジメントは日常の予防業務、事件事故発生時の緊急時の業務、通常の状態へ復帰するための復帰時の業務に分けられるが、有事対応は緊急時の対応にあたる。
緊急時のリスクマネジメントで特に重要なのが責任の明確化と意思系統・命令系統の明確化である。方針の決定をトップダウンで行いつつ現場への権限移譲など迅速な対応を図る必要がある。

## 日米安全保障体制等における有事概念
「有事」は法律用語ではなく軍事用語であり、防衛省では便宜的に有事に関する法制を有事法制といっている。防衛省が用いる有事の概念は、必ずしも画一的な概念として捉えられているものではないが、一般的に「自衛隊が防衛出動する事態」を指していると言われている。 有事法制をめぐる有事の定義については、1999年11月18日の第146回国会安全保障委員会において、時の防衛庁長官・瓦力が「有事という言葉は法令上の用語ではございませんで、その意味は必ずしも一義的であるわけではございませんが、有事法制研究という有事につきましては、同研究は、自衛隊法第76条によりまして防衛出動命令が下令されました時点以降における自衛隊の円滑な任務遂行に係る法制上の問題点の整理を目的としておりまして、その意味で、ここで言う有事といいますのは、防衛出動命令下令事態ということになるわけでございます。」と答弁している。
但し、近年では軍事的脅威よりもテロリズムの危機の方が懸念され、有事法制においても土台人に手引きされた工作員によるテロ攻撃への対応を重視していることから、防衛庁が用いる有事の概念も、防衛上の概念に留まるものではなくなってきたといえる。
日本は第二次世界大戦の敗戦後、戦争放棄と平和主義を謳った日本国憲法第9条との関係などから、戦争に関連する日本有事について議論すること自体がこれまでタブー視されてきた。
自衛隊の内部で1963年に有名な三矢研究が国民の知れるところとなり世間を騒がせたが、昨今の日本を取り巻く中国とのパワーバランスの関連や（55年体制以降1990年代まで脅威論の対象はソビエト連邦だった）、朝鮮民主主義人民共和国（北朝鮮）の核問題等から近年真剣に最悪の場合を想定した議論がなされはじめている。すでに、国民保護法に基づき、全国瞬時警報システムを通じて国民を屋内退避させる計画等や、有事の際に被災者を救援するための生活関連物資を、企業等から強制収用する権限を都道府県知事に付与することが決まっている。また、農林水産省では、食糧法、国民生活安定緊急措置法、物価統制令を法的根拠とするマニュアルを整備して国民保護に努めている。

### 日本の主な国内法
- 災害対策基本法
- 災害救助法と災害救助法施行令
- 大規模地震対策特別措置法
- 原子力災害対策特別措置法
- 国民生活安定緊急措置法
- 駐留軍用地特措法
- 破壊活動防止法
- 組織的な犯罪の処罰及び犯罪収益の規制等に関する法律（組織的犯罪処罰法）の第六条の二（テロ等準備罪）
- 爆発物取締罰則
- 放射線を発散させて人の生命等に危険を生じさせる行為等の処罰に関する法律（放射線発散処罰法）
- 刑事特別法
- 警察法
- 自衛隊法（特に自衛隊法第103条）
- 国家安全保障会議設置法
- 重要影響事態に際して我が国の平和及び安全を確保するための措置に関する法律（重要影響事態法）
- 武力攻撃事態等及び存立危機事態における我が国の平和と独立並びに国及び国民の安全の確保に関する法律（事態対処法）
- 武力攻撃事態等における国民の保護のための措置に関する法律（国民保護法）
- 重要影響事態に際して実施する船舶検査活動に関する法律（船舶検査活動法）
- 武力攻撃事態及び存立危機事態における捕虜等の取扱いに関する法律（捕虜取扱い法）
- 特定船舶の入港の禁止に関する特別措置法（特定船舶入港禁止法）
- 海上輸送規正法
- 特定公共施設利用法
- 国際人道法違反処罰法
- 米軍等行動関連措置法

### 日米間の条約
- 日米相互防衛援助協定
  - 日米相互防衛援助協定等に伴う秘密保護法
- 日米安全保障条約（新安保）
- ACSA物品役務相互提供協定

### 想定されている有事
- 朝鮮半島有事[3][4]
- 台湾有事